# Трупи (фільм)
Трупи (англ. Corpses) — американський фільм жахів 2004 року.

## Сюжет
Службовець моргу Фред винаходить препарат, який повертає до життя померлих. Він вирішує що його «підопічні» можуть йому дуже добре ще послужити. Фред оживляє їх одного за одним, щоб ті виконували його накази.

## У ролях
- Джефф Фейгі — Капітан Вінстон
- Тіффані Шепіс — Ронда Вінстон
- Стефен В. Вільямс — Джеррі Гордон
- Роберт Донован — Фред
- Мелінда Боніні — Гелен
- Кріс Канефф — Крістофер Барнс
- Лоріелль Нью — Бабс
- Енді Норсворті — байкер Дон
- Томас Крнковіч — байкер Піт
- Тайлер Джоллі — зомбі бейсболіст 1
- Тім Тробек — зомбі бейсболіст 2
- Джим Віппл — зомбі бейсболіст 3
- Річард Коурт — зомбі з оком
- Джуд Ленстон — Carjacker зомбі 1
- Луї Гемптон — Carjacker зомбі 2
- Ганнес Фінні — зомбі з серцевим нападом
- Ернесто Корнейо — зомбі грабіжник банку
- Ева Деррек — Клео
- Чад Хендерсон — офіцер Саймон
- Малкольм Беннетт — бізнесмен / Джон
- Барт Ноггл — власник ломбарду
- Джастін Деніно — клієнт ломбарду
- Дерріл Робертс — медичний експерт
- Рон Е. Ґарріс — фотограф
- Ден Лоулер — службовець
- Кеті Вікер — жінка у Мерседесі
- Річард Нуноз — мертвий байкер
- Тіффані Медсон — присутній на похороні 1
- Тобіас Гедушке — присутній на похороні 2
- Арік Трестон — присутній на похороні 3
- Ро Прескотт — присутній на похороні 4
- Карел — сторожовий пес